# Сомина
Сомина — река в России, протекает по Хвойнинскому району Новгородской области. Устье реки находится в 3 км от устья Медведы по правому берегу. Длина реки составляет 21 км, площадь водосборного бассейна — 147 км².
В 9,2 км по левому берегу в Сомину впадает Налойка.
Река протекает по территории Анциферовского сельского поселения. На берегу реки стоят деревни Долбеники, Ворониха, Брод и село Анциферово

## Данные водного реестра
По данным государственного водного реестра России относится к Верхневолжскому бассейновому округу, водохозяйственный участок реки — Молога от истока и до устья, речной подбассейн реки — Реки бассейна Рыбинского водохранилища. Речной бассейн реки — (Верхняя) Волга до Куйбышевского водохранилища (без бассейна Оки).
Код объекта в государственном водном реестре — 08010200112110000007099.

## Топографические карты
- Лист карты O-36-44 Шереховичи. Масштаб: 1 : 100 000. Состояние местности на 1968 год. Издание 1972 г.
- Лист карты O-36-45. Масштаб: 1 : 100 000. Указать дату выпуска/состояния местности.